# Butanoato de etila
Butanoato de etila é um éster com odor de abacaxi.